# Estádio de Xarja
O Estádio de Xarja é um estádio localizado em Xarja, nos Emirados Árabes Unidos, possui capacidade total para 20.000 pessoas, é a casa do time de futebol Sharjah FC, também é utilizado para jogos de críquete.